# Cyber-Defence Campus
 (avril 2024).
Le Campus de cyberdéfense (CYD Campus) est un centre de compétences de la Confédération suisse pour la sécurité de l'information (cybersécurité). Il est rattaché à l'Office fédéral de l'armement (Armasuisse) et donc au Département fédéral de la défense, de la protection de la population et des sports (DDPS). Il poursuit des objectifs stratégiques définis dans le cadre du plan d'action cyberdéfense, de la stratégie cyber du DDPS et de la stratégie nationale cyber (NCS). Il fait le lien entre l'administration publique, l'industrie et le monde universitaire en matière de recherche, de développement et de formation pour la cyberdéfense. L'objectif du CYD Campus est d'identifier les développements dans le domaine cybernétique et de promouvoir les innovations en matière de cyberdéfense.

## Histoire
En 2017, le conseiller fédéral Guy Parmelin a publié un plan d'action pour la cyberdéfense en réaction à une cyberattaque contre l'entreprise d'armement fédérale RUAG, afin d'améliorer les capacités de défense de la Suisse contre les cybermenaces,,. Ce plan d'action pour la cyberdéfense (APCD) comprenait également la création du CYD Campus, dont la mission est d'anticiper les développements dans le cyberespace, de surveiller les tendances et de développer les compétences et les technologies nécessaires à la cyberdéfense. Le CYD Campus a ensuite été créé en janvier 2019 par Armasuisse,.

## Organisation et missions
S'appuyant sur la cyberstratégie nationale, le CYD Campus assume quatre missions visant à renforcer la cyberdéfense suisse :
- Détection précoce des tendances dans le domaine cybernétique[8]
- Recherche et innovation en matière de cyber-technologies[8]
- Formation de talents et de cyberspécialistes[8]
- Recherche de vulnérabilités[8]

## Réseau de collaboration et sites
Le campus CYD entretient un réseau de collaboration avec plus de 60 organisations publiques et privées. Parmi celles-ci figurent des hautes écoles suisses (par exemple l'ETH Zurich et l'EPFL) et étrangères (par exemple l'Université d'Oxford) ainsi que des partenaires industriels (startups, PME et entreprises établies). Le CYD Campus est représenté dans trois villes (Thoune, Zurich et Lausanne) avec ses propres espaces de collaboration.

## Renforcer la cyberdéfense en Suisse
Le CYD Campus met en œuvre différentes mesures afin de sensibiliser le public suisse aux questions cybernétiques et de mettre en œuvre les tâches.

### Conférence du CYD Campus
Le CYD Campus se fixe pour objectif de réunir l'économie, l'industrie, l'armée et les hautes écoles et organise à cet effet une conférence annuelle,,. Des experts du domaine de la cybersécurité y présentent des thèmes cybernétiques liés à la sécurité et à la défense.

### Hackathons
Le Cyber-Defence Campus organise des hackathons dans le but de promouvoir l'échange de connaissances au sein de la cybercommunauté. Pendant une semaine, des étudiants, des experts en informatique et des membres de l'armée suisse ont la possibilité de se pencher sur des projets en temps réel, d'utiliser des logiciels et des données afin d'identifier des vulnérabilités potentielles.

### Cyber Startup Challenge
Le CYD Campus observe et anticipe les cyberdéveloppements en réagissant aux cyberrisques croissants et en recherchant des technologies d'avenir dans le cadre de son Cyber Startup Challenge,. Le Cyber-Defence Campus organise des Cyber Startup Challenges dans le but d'identifier des solutions innovantes dans le domaine de la cybersécurité et de développer des solutions pour l'armée suisse avec des startups.

### CYD Fellowship
Le programme CYD Fellowship se veut un programme de talents dans le domaine de la recherche en cybersécurité. Le CYD Campus a lancé le CYD Fellowship en 2020 en collaboration avec l'EPFL Lausanne. Les étudiants en master et en doctorat ainsi que les post-doctorants ont la possibilité de rédiger un travail sur des thèmes liés à la cybersécurité avec le soutien d'experts du CYD Campus et de professeurs d'universités suisses.